# NGC 3133
NGC 3133 је спирална галаксија у сазвежђу Хидра која се налази на NGC листи објеката дубоког неба.
Деклинација објекта је - 11° 57' 55" а ректасцензија 10h 7m 12,7s. Привидна величина (магнитуда) објекта NGC 3133 износи 14,5 а фотографска магнитуда 15,3.